# Edward LeSaint
Edward LeSaint (13 de diciembre de 1870 - 10 de septiembre de 1940) fue un actor y director cinematográfico de nacionalidad estadounidense, con una carrera artística que se desarrolló en buena parte durante los años del cine mudo.

## Biografía
Nacido en Cincinnati, Ohio, LeSaint se inició como actor, siendo todavía un niño,  en el ambiente teatral de Filadelfia.
Su debut en el cine como actor llegó en 1911 con From the Bottom of the Sea, un corto de Independent Moving Pictures interpretado por Mary Pickford. Fue la primera de las 315 cintas en las que participó como actor. Su última película fue A Night at Earl Carroll's (1940), producida por Paramount, y en la misma hizo un pequeño papel junto a su mujer, Stella LeSaint.
Además de actuar, LeSaint rodó 123 filmes como director. En 1912 dirigió su primera película, Where Paths Meet. Tras seis producciones con Independent Moving Pictures, pasó a Selig Polyscope Company, productora en la que conoció a Stella Razetto, una actriz de teatro y vodevil que interpretó con él sus primeros papeles cinematográficos. Ambos se casaron el 25 de diciembre de 1913, pasando juntos el resto de su vida. Stella tomó el apellido de su marido, siendo conocida artísticamente como Stella LeSaint.
Además de actor y director, LeSaint trabajó en el guion de diez películas
Edward LeSaint falleció en 1940 en Los Ángeles, California. Fue enterrado en el Cementerio Hollywood Forever, en Los Ángeles.

## Filmografía completa

### Actor

#### 1911
- From the Bottom of the Sea (1911)
- The Dumb Messenger (1911)

#### 1912
- All a Mistake, de Francis J. Grandon (1912)
- The Rose of California, de Francis J. Grandon (1912)
- A Timely Repentance, de William H. Clifford (1912)
- Squnk City Fire Company, de Francis J. Grandon (1912)
- Where Paths Meet, de J. Farrell MacDonald (1912)
- The Dove and the Serpent, de Francis J. Grandon (1912)
- A Change of Stripes, de Francis J. Grandon (1912)
- The Section Foreman, de Francis J. Grandon (1912)
- False to Both, de Francis J. Grandon (1912)
- On the Shore, de Francis J. Grandon (1912)
- The Return of Captain John, de Francis J. Grandon (1912)
- Leah, the Forsaken, de Herbert Brenon (1912)

#### 1923
- Mary of the Movies, de John McDermott (1923)

#### 1929
- The Talk of Hollywood, de Mark Sandrich (1929)

#### 1930
- Shadow of the Law
- For the Defense, de John Cromwell (1930)
- Manslaughter, de George Abbott (1930)
- The Costello Case, de Walter Lang (1930)
- The Dawn Trail, de Christy Cabanne (1930)
- Mothers Cry, de Hobart Henley (1930)

#### 1931
- The Last Parade
- Millie, de John Francis Dillon (1931)
- Gentleman's Fate, de Mervyn LeRoy (1931)
- City Streets, de Rouben Mamoulian (1931)
- The Sky Raiders
- Kick In, de Richard Wallace (1931)
- Alma libre, de Clarence Brown (1931)
- The Lawyer's Secret, de Louis J. Gasnier y Max Marcin (1931)
- The Miracle Woman, de Frank Capra (1931)
- Huckleberry Finn
- Caught, de Edward Sloman (1931)
- Graft
- Beloved Bachelor
- Girls About Town, de George Cukor (1931)
- The Fighting Marshal
- The Range Feud, de D. Ross Lederman (1931)
- The Deadline, de Lambert Hillyer (1931)
- Under 18
- Delicious

#### 1932
- Emma, de Clarence Brown (1932)
- Forbidden, de Frank Capra (1932)
- One Man Law
- Tomorrow and Tomorrow
- Polly of the Circus, de Alfred Santell (1932)
- South of the Rio Grande
- The Wet Parade, de Victor Fleming (1932)
- High Speed, de D. Ross Lederman (1932)
- Destry Rides Again
- Letty Lynton, de Clarence Brown (1932)
- Strangers of the Evening
- Radio Patrol
- Street of Women
- The Texas Bad Man
- The Washington Masquerade
- Daring Danger
- Kid Glove Kisses
- Drifting
- Plumas de caballo, de Norman Z. McLeod (1932)
- The Last Man
- Two Against the World, de Archie Mayo (1932)
- Thirteen Women
- The Night of June 13
- The Phantom President
- Breach of Promise
- Officer, Save My Child
- Hidden Gold
- Speed Demon
- Soy un fugitivo
- Prosperity, de Sam Wood (1932)
- If I Had a Million
- Tess of the Storm Country, de Alfred Santell (1932)
- No More Orchids
- The Sign of the Cross
- Central Park, de John G. Adolfi (1932)
- Boy Oh Boy!

#### 1933
- Child of Manhattan
- Treason, de George B. Seitz (1933)
- Smoke Lightning
- King of the Jungle
- Gabriel Over the White House, de Gregory La Cava (1933)
- The Cohens and Kellys in Trouble
- The Working Man
- The Thrill Hunter
- Feeling Rosy
- Unknown Valley
- Man Hunt, de Irving Cummings (1933)
- Tomorrow at Seven
- Jennie
- The Silk Express
- The Man Who Dared
- I Love That Man
- The Wrecker, de Albert S. Rogell (1933)
- Baby Face, de Alfred E. Green (1933)
- The Power and the Glory
- Deluge, de Felix E. Feist (1933)
- The Last Trail, de James Tinling (1933)
- Dama por un día, de Frank Capra (1933)
- Torch Singer
- Brief Moment
- Broken Dreams
- Hold the Press
- The Right to Romance
- Sopa de ganso
- Before Midnight

#### 1934
- The Big Shakedown
- Frontier Marshal
- This Side of Heaven
- The Quitter
- The House of Rothschild, de Alfred L. Werker (1934)
- George White's Scandals
- The Lost Jungle
- School for Girls
- Once to Every Woman
- Gambling Lady, de Archie Mayo (1934)
- You're Telling Me!
- Upperworld
- Sadie McKee
- Hell Bent for Love
- Half-Baked Relations
- Such Women Are Dangerous
- Green Eyes, de Richard Thorpe (1934)
- A Man's Game
- She Learned About Sailors
- The Old Fashioned Way
- Chained, de Clarence Brown (1934)
- Take the Stand
- Girl in Danger
- The Lemon Drop Kid
- A Lost Lady, de Alfred E. Green y Phil Rosen (1934)
- The Curtain Falls
- Student Tour
- Madame Du Barry, de William Dieterle (1934)
- Tomorrow's Youth
- I'll Fix It
- Jealousy
- Flirting with Danger
- The Westerner
- Fugitive Lady
- The Gay Bride
- Sons of Steel
- The Band Plays On

#### 1935
- Romance in Manhattan
- Square Shooter
- A Notorious Gentleman
- Carnival
- The Woman in Red, de Robert Florey (1935)
- Ruggles of Red Gap
- A Night at the Ritz
- Death Flies East
- In Spite of Danger
- Public Opinion
- I'll Love You Always
- Life Begins at Forty, de George Marshall
- On Probation
- Fighting Shadows
- Reckless
- Party Wire
- Justice of the Range
- Chinatown Squad
- Do Your Stuff
- Unknown Woman
- Riding Wild, de David Selman (1935)
- Curly Top, de Irving Cummings (1935)
- Cheers of the Crowd
- Atlantic Adventure
- Diamond Jim
- Navy Wife
- The Big Broadcast of 1936
- The Public Menace
- Thunder Mountain
- Three Kids and a Queen"
- The Rainmakers
- Grand Exit
- One-Way Ticket
- In Old Kentucky
- Frisco Kid
- Gallant Defender
- Super-Speed
- Show Them No Mercy!
- Ah, Wilderness!
- Too Tough to Kill
- White Lies

#### 1936
- Tell Your Children
- Dangerous Intrigue, de David Selman (1936)
- The Mysterious Avenger
- The Oregon Trail, de Scott Pembroke (1936)
- Tiempos modernos
- The Trail of the Lonesome Pine
- Road Gang
- Wife vs. Secretary, de Clarence Brown (1936)
- Too Many Parents
- Pride of the Marines
- El secreto de vivir
- The Drag-Net
- The Witness Chair
- Half Shot Shooters
- The Case Against Mrs. Ames
- Counterfeit
- Disorder in the Court
- Below the Deadline
- Bunker Bean
- The Crime of Dr. Forbes
- Shakedown
- Two-Fisted Gentleman
- The Gorgeous Hussy
- Yellowstone
- They Met in a Taxi
- Bulldog Edition
- Wives Never Know
- The Man Who Lived Twice
- The Big Broadcast of 1937
- Dimples
- Code of the Range
- End of the Trail
- Pigskin Parade
- Killer at Large
- Legion of Terror
- Love Letters of a Star
- Career Woman
- College Holiday
- Lady from Nowhere
- Counterfeit Lady

#### 193 7
- We Who Are About to Die
- She's Dangerous
- Man of the People
- Dick Tracy
- Trapped
- Servant of the People: The Story of the Constitution of the United States
- Racketeers in Exile
- Oh, Doctor
- Two Gun Law
- The Gold Racket
- I Promise to Pay
- Let Them Live
- The Road Back
- Un día en las carreras
- Slave Ship
- Married Before Breakfast
- Wild West Days
- Between Two Women Between Two Women
- Forty Naughty Girls
- One Hundred Men and a Girl
- It Happened in Hollywood
- My Dear Miss Aldrich
- The Lady Fights Back
- Madame X
- Roll Along, Cowboy
- Breakfast for Two
- The Old Wyoming Trail
- Outlaws of the Prairie
- Paid to Dance
- The Shadow
- Wells Fargo

#### 1938
- The Buccaneer
- Captain Kidd's Treasure
- Las aventuras de Tom Sawyer, de Norman Taurog (1938)
- Cattle Raiders
- Life in Sometown, U.S.A.
- Start Cheering
- Call of the Rockies
- College Swing
- Law of the Plains
- The Saint in New York
- Wives Under Suspicion
- The Main Event
- Woman Against Woman
- Squadron of Honor
- West of Cheyenne
- The Texans
- Smashing the Rackets
- The Gladiator
- I Am the Law
- The Colorado Trail
- My Lucky Star
- Juvenile Court
- West of the Santa Fe
- The Spider's Web
- The Lady Objects
- Exposed
- Rio Grande
- The Duke of West Point
- Once Over Lightly

#### 1939
- Disbarred
- The Thundering West
- Tierra de audaces
- Arizona Legion
- Idiot's Delight, de Clarence Brown (1939)
- Flying G-Men
- Honolulu
- Lincoln in the White House
- Within the Law
- The Story of Alexander Graham Bell
- Spoilers of the Range
- Unión Pacífico
- The Oregon Trail
- The Man from Sundown
- Overland with Kit Carson
- Frontier Marshal
- Behind Prison Gates
- Mutiny on the Blackhawk
- Fugitive at Large
- Five Little Peppers and How They Grew
- A Woman Is the Judge
- Television Spy
- Joe and Ethel Turp Call on the President
- The Stranger from Texas
- Swanee River

#### 1940
- The Shadow
- The Green Hornet
- Convicted Woman
- Five Little Peppers at Home
- Bullets for Rustlers
- Women Without Names
- The Man from Tumbleweeds
- Edison, the Man
- Texas Stagecoach
- The Return of Wild Bill
- Anne of Windy Poplars
- Rangers of Fortune
- A Night at Earl Carroll's, de Kurt Neumann (1940)

### Director

#### 1912
- The Land of Promise
- Jim's Atonement  (1912)
- Henpecked Ike  (1912)
- The Thirst for Gold  (1912)
- The Parson and the Medicine Man  (1912)
- Hearts in Conflict  (1912)
- The Fire Cop  (1912)

#### 1913
- The Spell of the Primeval  (1913)
- The False Friend  (1913)
- The Woman of the Mountains
- Big Jim of the Sierras
- The Dangling Noose  (1913)
- Between the Rifle Sights (1913)
- Trying Out No. 707
- Outwitted by Billy  (1913)
- The Supreme Moment
- Northern Hearts (1913)
- The Lure of the Road
- His Sister (1913)

#### 1914
- Unto the Third and Fourth Generation  (1914)
- Blue Blood and Red
- A Splendid Sacrifice (1914)
- The Heart of Maggie Malone  (1914)
- Reconciled in Blood
- The Mistress of His House
- Memories (1914)
- Little Lillian Turns the Tide
- Kid Pink and the Maharajah (1914)
- The Cop on the Beat
- The Fire Jugglers (1914)
- A Flirt's Repentance
- The Last Man's Club
- The Schooling of Mary Ann  (1914)
- The Baby Spy (1914)
- Dawn  (1914)
- The Girl Behind the Barrier (1914)
- The Rummage Sale (1914)
- Judge Dunn's Decision (1914)
- When the Night Call Came (1914)
- Reporter Jimmie Intervenes (1914)
- Footprints  (1914)
- The Reporter on the Case  (1914)
- What Became of Jane?  (1914)
- The Sealed Oasis  (1914)
- Who Killed George Graves?  (1914)
- A Typographical Error  (1914)
- The Man in Black
- Ye Vengeful Vagabonds  (1914)
- A Just Punishment  (1914)
- The Reparation  (1914)
- The Blue Flame  (1914)
- The Wasp  (1914)
- 'C D' - A Civil War Tale  (1914)
- Peggy, of Primrose Lane  (1914)
- The Broken 'X'  (1914)
- The Fates and Ryan  (1914)
- Her Sister  (1914)
- One Traveler Returns (1914)

#### 1915
- The Strange Case of Princess Khan (1915)
- The Richest Girl in the World  (1915)
- The Spirit of the Violin  (1915)
- The Passer-By (1915)
- The Black Diamond (1915)
- The Lady of the Cyclamen (1915)
- Retribution (1915)
- Ashes of Gold (1915)
- The Poetic Justice of Omar Kham (1915)
- Ingratitude of Liz Taylor (1915)
- The Blood Yoke (1915)
- His Father's Rifle (1915)
- The Shadow and the Shade (1915)
- The Unfinished Portrait (1915)
- The Clause in the Constitution (1915)
- The Circular Staircase (1915)
- The Long Chance (1915)
- The Supreme Test (1915)
- Lord John in New York (1915)
- Lord John's Journal (1915)
- The Little Upstart (1915)

#### 1916
- The Grey Sisterhood (1916)
- Three Fingered Jenny (1916)
- The Eye of Horus (1916)
- The League of the Future (1916)
- The Voice of the Tempter (1916)
- The Purple Maze (1916)
- The Three Godfathers  (1916)
- The Jackals of a Great City (1916)
- The Honorable Friend (1916)
- The Soul of Kura San (1916)
- The Victoria Cross (1916)

#### 1917
- The Golden Fetter (1917)
- Each to His Kind (1917)
- The Lonesome Chap (1917)
- The Greatest Power
- Heir of the Ages (1917)
- The Squaw Man's Son
- Fighting Mad

#### 1918
- The Wolf and His Mate (1918)
- Cupid's Roundup (1918)
- Painted Lips
- Nobody's Wife (1918)
- The Devil's Wheel
- Her One Mistake
- The Scarlet Road
- The Bird of Prey
- Kultur
- The Strange Woman

#### 1919
- The Call of the Soul
- Hell-Roarin' Reform
- Fighting for Gold
- The Wilderness Trail (1919)
- The Sneak
- The Speed Maniac (1919)
- The Feud (1919)

#### 1920
- Flames of the Flesh
- The Mother of His Children
- White Lies
- A Sister to Salome
- Rose of Nome
- Merely Mary Ann (1920)
- The Girl of My Heart  (1920)
- Two Moons  (1920)

#### 1922
- Sleepwalker (1922)
- More to Be Pitied Than Scorned
- Only a Shop Girl

#### 1923
- Temptation (1923)
- Yesterday's Wife
- The Marriage Market
- Innocence (1923)

#### 1924
- Discontented Husbands
- Pal o' Mine

#### 1925
- Three Keys
- Speed (1925)
- The Unwritten Law
- The Love Gamble

#### 1926
- Brooding Eyes (1926)
- The Millionaire Policeman

### Guionista
- The Dove and the Serpent, de Francis J. Grandon (1912)
- Footprints, de Edward LeSaint (1914)
- The Three Godfathers, de Edward LeSaint (1916)
- Merely Mary Ann, de Edward Le Saint (1920)
- The Girl of My Heart, de Edward Le Saint (1920)
- Two Moons, de Edward Le Saint (1920)
- The Men of Zanzibar, de Rowland V. Lee (1922)
- Oath-Bound, de Bernard J. Durning (1922)
- Only a Shop Girl, de Edward Le Saint (1922)
- Temptation, de Edward LeSaint – escrita con Lenore J. Coffee (1923)